# 212 pr. n. št.

## Dogodki
- Antioh III. začne pohod proti Indiji.
- Rimljani zavzamejo Sirakuze.

## Rojstva
- Perzej Makedonski, zadnji makedonski kralj († 166 pr. n. št.)

## Smrti
- Arhimed, grški matematik, fizik, mehanik, izumitelj, inženir, astronom (* 287 pr. n. št.)